# Carebara yamatonis
Carebara yamatonis (лат.) — вид очень мелких муравьёв рода Carebara из подсемейства Myrmicinae (Formicidae). Китай и Япония.

## Описание
Мелкие муравьи желтовато-коричневого цвета (длина рабочих около 1 мм, солдат около 2 мм). От близких видов (например, от Carebara sauteri) отличается следующими признаками: голова грубо микросетчатая; лоб и вертекс со множеством бороздок; жвалы с 5 зубцами на жевательном крае; проподеум без пары выступающих зубчиков; заднедорсальный угол проподеума закруглён или образует тупой или прямой угол; задне-боковые углы головы солдат с парой отчетливых небольших бугорков-рогов.  Усики солдат и рабочих 9-члениковые с 2-члениковой булавой. Скапус короткий. Нижнечелюстные щупики состоят из 2 члеников, нижнегубные из 2. Имеют диморфичную касту рабочих с мелкими рабочими и крупными солдатами. Стебелёк между грудкой и брюшком состоит из двух члеников: петиолюса и постпетиолюса (последний чётко отделён от брюшка), жало развито, куколки голые (без кокона).

## Систематика
Вид был описан в 1996 году по материалам из Китая японским мирмекологом Mamoru Terayama (Laboratory of Applied Entomology, Division of Agriculture and Agricultural Life Sciences, The University of Tokyo, Токио), под первоначальным названием Oligomyrmex yamatonis M.Terayama, 1996. Валидный статус подтверждён в 2003 году в ходе ревизии местной мирмекофауны китайским энтомологом профессором Ж. Сю (Zhenghui Xu). Относят к трибе Crematogastrini (ранее в Solenopsidini).